# 장보 (해적)

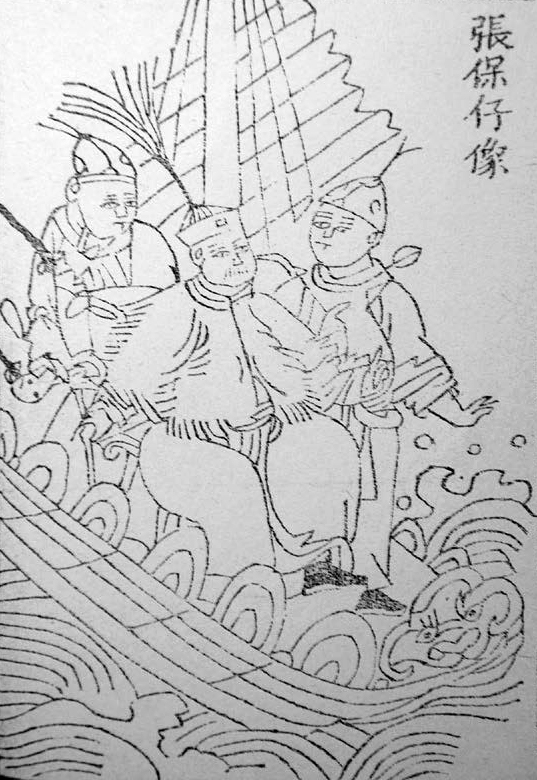

장보(張保) 혹은 장보자(張保仔, 광둥어: 정보자이 Cheung Po Tsai, 불명~1822년)는 중국 청나라 시대의 대표적인 해적이다. 홍콩 근해를 근거지로 삼았으며, 전성기에는 휘하에 부하가 수천 명에 배가 천 척에 달하는 대해적이었다.

## 스토리
어부의 아들로 태어나 15세에 대해적 정을(鄭乙)에게 납치되어 해적의 일원이 되었다. 미소년이었던 장보는 정을의 마음에 들어 곧 두목의 자리에 올랐다. 정을이 죽은 후에는 그의 아내 정일수(鄭一嫂), 즉 정씨(鄭氏) 부인의 신임을 얻어 정을의 조직을 이어받았다. 붉은 깃발을 기치로 내걸어서 홍기방(紅旗幇)이라 불렸던 집단을 이끌었다. 남중국해 해적의 전성기에 최대 세력을 가지고 광둥 연안 일대에서 활동했다.
스스로가 가난했던 집 출신이었기에 장보는 가난한 이들에게 음식이나 금품을 제공했고, 또한 부하들에게 가난한 자는 약탈하지 않도록 지시했던 것으로 인해서 평민들에게는 의적으로 인기가 높았다.
1810년 양광총독의 해적 진압책 앞에 항복했다. 해적 조직은 해산되었으나 장보는 무관으로 임명되었다가 1822년에 죽었다.
장보의 재산을 숨긴 동굴이라고 하는 장보자동(Cheung Po Tsai Cave)은 청자우 섬(長州島)의 관광 명소이며, 이곳 외에도 홍콩에는 장보에 관한 유적이 많이 남아있다.
빅토리아 피크의 홍콩 이름인 체케이산(扯旗山, 차기산)은 장보가 깃발을 올렸던 곳이란 뜻에서 그 이름이 붙여졌으며 빅토리아 피크에 이르는 '장보 옛 길'도 건재하다.

## 기타
장보가 주인공인 홍콩의 영화
- 大海盗(1973)
- 武状元張保仔(1993)
- 怒海俠盜(張保仔)(1994)

캐리비안의 해적: 세상의 끝에서(Pirates of the Caribbean: At World's End, 2007, USA)에서는 주윤발이 연기한 선택받은 9인의 전설의 해적 중 1인인 중국인 해적의 우두머리 Sao Feng로 출연했는데, Sao Feng의 모델이 장보이다.